# Eurípedes Malavolta
Eurípedes Malavolta (Araraquara, 13 de Agosto de 1926 — Piracicaba, 19 de Janeiro de 2008) foi um agrônomo brasileiro, pesquisador e professor da Universidade de São Paulo na Escola Superior de Agricultura Luiz de Queiroz e no Centro de Energia Nuclear na Agricultura.
Comendador da Ordem Nacional do Mérito Científico (1998), membro da Academia Brasileira de Ciências, Malavolta é reconhecido como um dos principais pesquisadores da agricultura no Brasil, tendo publicado 45 livros na área.

## Biografia
Eurípedes nasceu em Araraquara, em 1926. Era filho de Lucia e Antonio Malavolta, um ferroviário. Estudou no “Coleginho das Freiras” e no Colégio Progresso, em sua cidade natal. Para continuar os estudos, precisou ir para Campinas, no Liceu N. S. Auxiliadora, dos padres salesianos, onde cursou o antigo ginásio. De volta a Araraquara, fez mais dois do científico.
Ingressou na Escola Superior de Agricultura Luiz de Queiroz em 1945 onde se formou como engenheiro agrônomo. Ingressou como docente da instituição em 1948 e também como assistente do professor José de Mello Moraes com quem fez a livre-docência. Foi professor da instituição de 1949 a 1984. Com bolsa da Fundação Rockefeller, foi Pesquisador associado e professor visitante em Berkeley, trabalhando com com P.R. Stout e C.C. Delwiche. Por curtos períodos, foi professor visitante em várias universidades e institutos de pesquisa na América Latina e também na Universidade Estadual de Ohio.
Participou de 169 reuniões científicas no Brasil e no exterior; orientou cerca de 40 Mestres e 53 Doutores. Tem 45 livros publicados – em português, espanhol, inglês e hindi e reúne 823 trabalhos de pesquisas, publicados no Brasil e no exterior.

## Morte
Eurípedes morreu em 19 de Janeiro de 2008, em Piracicaba, aos 81 anos.